# Ida Botti Scifoni
Ida Botti Scifoni (Roma, 7 novembre 1812 – Firenze, 13 giugno 1844) è stata una pittrice italiana.

## Biografia

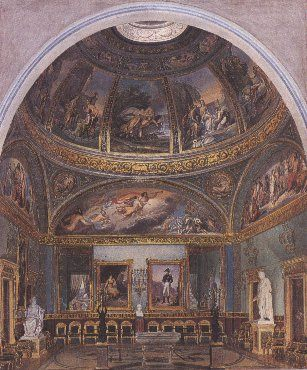
Jean-Baptiste-Fortune De Fournier, Veduta del salone della villa Demidoff a San Donato (1841)

Nata da una famiglia borghese, Ida Botti fu allieva a Roma di Giovanni Silvagni. Si è dedicata al ritratto, a soggetti sacri e alla natura morta. Ha sposato il notaio e patriota romano Felice Scifoni (1802-1883), affiliato alla Carboneria, condannato all'esilio dagli Stati Pontifici per aver partecipato ai Moti del 1830-1831 in Romagna e dal 1833 stabilitosi a Firenze. Ida Botti Scifoni è stata insegnante di pittura di Matilde Bonaparte, figlia di Gerolamo, Re di Vestfalia e fratello di Napoleone I, che nel 1841 aveva sposato il principe russo Anatolio Demidoff. Come pittrice era apprezzata anche alla corte dei Lorena.

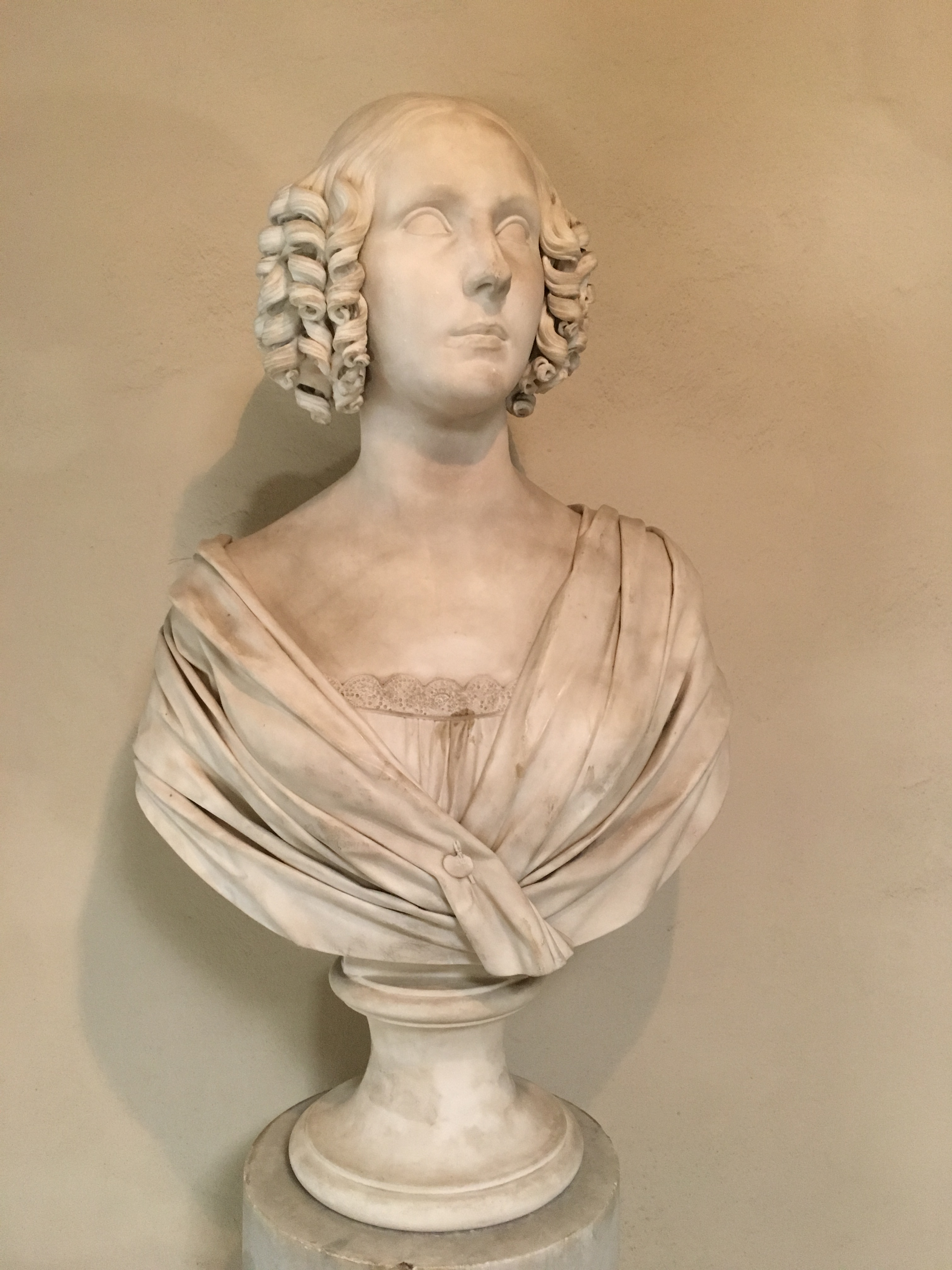
Monumento funebre nel lapidario della Basilica di Santa Croce a Firenze

Ida Botti Scifoni iniziò a frequentare l'ottocentesca villa San Donato in Polverosa e aiutava i proprietari nella disposizione degli arredi: parati, dipinti, tappezzerie, sculture. Come amica personale, consigliava anche la principessa Bonaparte Demidoff sulla scelta dei propri abiti.
Il suo autoritratto, per dono di Matilde Bonaparte Demidoff, è conservato oggi alla Galleria d'arte moderna a Palazzo Pitti. Lo storico Giuseppe Spallicci ha compreso Ida Botti Scifoni nella sua galleria di donne illustri italiane che meritavano di essere ricordate con una nota biografica.

Nel 1848 la principessa Matilde Bonaparte commissionò a Pietro Freccia un busto in marmo bianco, per il monumento sepolcrale di Ida Botti Scifoni, nella basilica di Santa Croce. Lo scultore si ispirò all'autoritratto della pittrice e la rappresentò con i capelli spartiti in mezzo e composti in due cascate laterali di lunghi riccioli, con la camicia bordata da un merletto e con le spalle avvolte da uno scialle leggero. Nel basamento sono incise le seguenti parole:  

### Opere
- Autoritratto, 1839, olio su tela, 600x470 mm
- Donna Maria Mercede di Bonilla
- Matilde Bonaparte Demidoff
- Il cittadino romano San Francesco Saverio
- Madonna con Bambino
- Santa Filomna
- La medicina